# Petit Verglas
Petit Verglas est une série de bande dessinée écrite par Éric Corbeyran et dessinée par Riad Sattouf. Ses trois volumes ont été publiés par Delcourt entre 2000 et 2002.

## Albums
- Delcourt, coll. « Conquistador » :
  1. L'Enfance volée, 2000  (ISBN 2-84055-339-2)[1].
  2. La Table de pierre, 2001  (ISBN 2-84055-648-0).
  3. Le Pacte du naufrageur, 2002  (ISBN 2-84055-749-5).